# Terceiro Concílio Budista
O Terceiro Concílio Budista (250 a.C) foi convocado pelo imperador mauria Asoka e presidido por Moggaliputta Tissa Thera, em Pataliputra (atual Patna, Índia). A razão tradicional para a realização deste concílio foi para livrar a sangha da corrupção e dos falsos monges que detinham pontos de vistas heréticos.